# Delta 5000

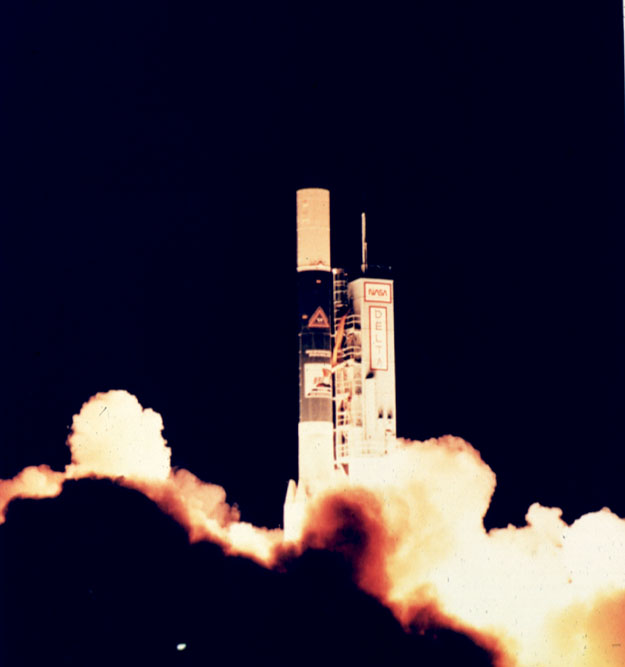
Foguete Delta 5920

Delta 5000 foi uma série de foguetes espaciais estadunidense que prestou serviço no final da década de 1980. A série 5000 era composta por um único modelo, o Delta 5920, segundo o sistema de numeração seguido pola família de foguetes Delta.

## Características
O Delta 5920 usava nove foguetes aceleradores de propelente sólido Castor 4A, iguais aos do Delta 4925 e mais potentes que os aceleradores das versões anteriores de foguetes Delta. O primeiro estágio usava um motor RS-27, enquanto que o segundo usava um motor AJ10-118K alimentado com tetróxido de nitrogênio e Aerozine 50. O mesmo não usava terceiro estágio.

## Histórico de lançamentos

### Delta 5920
| Voo   | Data                   | Plataforma de lançamento                | Carga | Resultado | Notas                       |
| ----- | ---------------------- | --------------------------------------- | ----- | --------- | --------------------------- |
| D-189 | 18 de novembro de 1989 | Plataforma SLC-2W da Base de Vandenberg | COBE  | Êxito     | Único voo de um Delta 5920. |